# Theresa (Nueva York)
Theresa es un pueblo ubicado en el condado de Jefferson en el estado estadounidense de Nueva York. En el año 2000 tenía una población de 2,414 habitantes y una densidad poblacional de 14 personas por km².

## Geografía
Theresa se encuentra ubicado en las coordenadas 43°13′0″N 75°47′41″O / 43.21667, -75.79472.

## Demografía
Según la Oficina del Censo en 2000 los ingresos medios por hogar en la localidad eran de $ 36,953 y los ingresos medios por familia eran $39,519. Los hombres tenían unos ingresos medios de $29,698 frente a los $22,841 para las mujeres. La renta per cápita para la localidad era de $17,027. Alrededor del 15.3% de la población estaban por debajo del umbral de pobreza.